# Jacques Kayser
Pour les articles homonymes, voir Kayser.
Jacques Kayser, né le 13 février 1900 à Paris et mort le 15 janvier 1963 à Suresnes (Hauts-de-Seine), est un journaliste, homme politique et résistant français.

## Biographie
Jacques Kayser, neveu par alliance d'Alfred Dreyfus, étudie le droit et les lettres et devient journaliste et écrivain. Il est rédacteur en chef à ses débuts en juin 1929 du quotidien La République, organe officieux du parti radical, dont il est membre, se revendiquant parmi les Jeunes Turcs.
Vice-président, puis secrétaire général du parti radical, il est proche de son aile gauche, représentée par Pierre Cot et Pierre Mendès France. Rédacteur, avec Jean Guéhenno et André Chamson, du serment du 14 juillet 1935, qui marque la première étape de la constitution du Front populaire, il est ensuite signataire, au nom du parti radical, du programme présenté pour les élections législatives de 1936.
Il est à la même période membre du comité central de la Ligue des Droits de l'Homme.
Engagé volontaire, à 39 ans, dès le déclenchement de la Seconde Guerre mondiale, il participe ensuite à la Résistance. Ayant rejoint Londres en 1943, il devient conseiller à l'ambassade de France à Londres.
Il participe au débarquement de Normandie comme correspondant de guerre.
Après la Libération, il retrouve son épouse, Jeanne Didisheim, qui avait participé à la Résistance au sein des FTP.
Il n'exerce aucune responsabilité politique après la guerre et se consacre à son métier de journaliste. Il se rapproche cependant du parti communiste français, dont il devient un "compagnon de route". Il est notamment membre de l'Union progressiste. Jeanne est aussi membre du bureau national de l'Union des femmes françaises, mais le couple prend quelques distances avec la direction du parti. En délicatesse avec Jeannette Vermeersch, Jeanne quitte la direction de l'UFF en 1947, et Jacques sera très critique vis-à-vis de l'appel de Stockholm. Leur fille, Marcelle, militante syndicaliste de l'éducation nationale, restera fidèle au parti comnuniste, et en 1947, elle épouse le dirigeant communiste Jacques Chambaz. Leur fils, Bernard Kayser, géographe, fut un militant communiste.
Jacques Kayser fait partie depuis la guerre des délégations françaises aux Nations-unies et à l'UNESCO.
Chercheur, enseignant et conférencier en relation avec plusieurs établissements universitaires, il fera ensuite renom par son étude des journaux quotidiens. Il n'a pas pu mener à bout ce travail à cause de sa mort en 1963. Il a cumulé dans le livre posthume Le Quotidien français

## Œuvre
- L'Europe et la Turquie nouvelle, 1923[7].
- Ruhr ou plan Dawes ? : histoire des réparations, 1925
- La vie de La Fayette, Collection Vies des Hommes Illustrés, nr. 18, 1928
- L'action républicaine de M. Poincaré, 1929
- La paix en péril, 1933
- L'affaire Dreyfus, Collection la Suite des Temps, 1946
- La conférence des Nations unies pour la liberté de l'information, in: Politique étrangère, 1948, 13-3 p. 245-252[8]
- Une semaine dans le monde. Étude comparée de 17 grands Quotidiens pendant 7 jours, UNESCO, 1953
- Mort d'une liberté : techniques et politique de l'Information, 1955
- Émile Zola. La République en marche, Texte présenté par Jacques Kayser, 2 tomes, 1956[9].
- Zola journaliste, in: Les Lettres françaises, nr. 588, 1955
- Souvenirs d'un militant 1934-1939 , in: Les Cahiers de la République, nr. 12, 1958 p. 19-24
- La presse de province sous la troisième république, 1958 (Kayser et alii)
- L'information écrite dans les pays en voie de développement, in: Revue Tiers Monde, 1960, 3, p. 269-284[10]
- Les grandes batailles du radicalisme: dès origines aux portes du pouvoir, 1820-1901, 1962[11]
- De Kronstadt à Khrouchtchev, voyages franco-russes (1891-1960), 1962
- Qu'est-ce qu'un journal, Collection Textes et documents, nr. 12, 1962[12]
- (posthume) Le Quotidien français, Coll. "Cahiers de la fondation nationale des sciences politiques", 169 p. 1963[13],[14]
- (posthume) Un journaliste sur le front de Normandie - carnet de route juillet-août 1944, 1991

## Sources
- Dictionnaire biographique, mouvement ouvrier, mouvement social